# ISO 3166-2:MA
Artículo principal: ISO 3166-2
ISO 3166-2:MA es la entrada para Marruecos en ISO 3166-2, parte de los códigos de normalización ISO 3166 publicados por la Organización Internacional de Normalización (ISO), que define los códigos para los nombres de las principales subdivisiones (p.ej., provincias o estados) de todos los países codificados en ISO 3166-1.
En la actualidad, para Marruecos los códigos ISO 3166-2 se definen en dos niveles de subdivisiones:
- 12 regiones
- 62 provincias y 13 prefecturas

Cada código consta de dos partes, separadas por un guion. La primera parte es MA, el código marroquí en ISO 3166-1 alfa-2. La segunda parte puede ser:
- De dos cifras (01–12): regiones
- tres letras: provincias y prefecturas

Los códigos regionales son asignados aproximadamente de norte a sur.

## Códigos actuales
Los nombres de las subdivisiones figuran en la lista según el código ISO 3166-2 publicado por la Agencia de Mantenimiento de ISO 3166 (ISO 3166/MA).
Pulsa sobre el botón de encabezado para clasificar cada columna.

### Regiones
| Código | Nombre de la subdivisión (es) |
| ------ | ----------------------------- |
| MA-05  | Beni Melal-Jenifra            |
| MA-06  | Casablanca-Settat             |
| MA-12  | Dajla-Río de Oro              |
| MA-08  | Draa-Tafilalet                |
| MA-03  | Fez-Mequinez                  |
| MA-10  | Guelmim-Río Noun              |
| MA-11  | El Aaiún-Saguía el-Hamra      |
| MA-07  | Marrakech-Safí                |
| MA-02  | Oriental                      |
| MA-04  | Rabat-Salé-Kenitra            |
| MA-09  | Sus-Masa                      |
| MA-01  | Tánger-Tetuán-Alhucemas       |

### Provincias y prefecturas
| Código                    | Nombre de la subdivisión  | Categoría de la subdivisión | Región |
| ------------------------- | ------------------------- | --------------------------- | ------ |
| MA-AGD                    | Agadir-Ida-Ou-Tanane      | prefectura                  | 09     |
| MA-AOU                    | Aousserd (EH)             | provincia                   | 12     |
| MA-ASZ                    | Assa-Zag (EH-partial)     | provincia                   | 10     |
| MA-AZI                    | Azilal                    | provincia                   | 05     |
| MA-BEM                    | Béni Mellal               | provincia                   | 05     |
| MA-BES                    | Benslimane                | provincia                   | 06     |
| MA-BER                    | Berkane                   | provincia                   | 02     |
| MA-BRR                    | Berrechid                 | provincia                   | 06     |
| MA-BOD                    | Bojador (EH)              | provincia                   | 11     |
| MA-BOM                    | Boulemane                 | provincia                   | 03     |
| MA-CAS                    | Casablanca [Dar el Beïda] | prefectura                  | 06     |
| MA-CHE                    | Chefchaouen               | provincia                   | 01     |
| MA-CHI                    | Chichaoua                 | provincia                   | 07     |
| MA-CHT                    | Chtouka-Ait Baha          | provincia                   | 06     |
| MA-DRI                    | Driuch                    | provincia                   | 02     |
| MA-ERR                    | Errachidia                | provincia                   | 08     |
| MA-ESM                    | Es-Semara (EH-partial)    | provincia                   | 11     |
| MA-ESI                    | Essaouira                 | provincia                   | 07     |
| MA-FAH                    | Fahs-Anjra                | provincia                   | 01     |
| MA-FES                    | Fès                       | prefectura                  | 03     |
| MA-FIG                    | Figuig                    | provincia                   | 02     |
| MA-FQH                    | Fquih Ben Salah           | provincia                   | 05     |
| MA-GUE                    | Guelmim                   | provincia                   | 10     |
| MA-GUF                    | Guercif                   | provincia                   | 02     |
| MA-HAJ                    | El Hajeb                  | provincia                   | 03     |
| MA-HAO                    | Al Haouz                  | provincia                   | 07     |
| MA-HOC                    | Al Hoceïma                | provincia                   | 01     |
| MA-IFR                    | Ifrane                    | provincia                   | 03     |
| MA-INE                    | Inezgane-Ait Melloul      | prefectura                  | 09     |
| MA-JDI                    | El Jadida                 | provincia                   | 06     |
| MA-JRA                    | Jerada                    | provincia                   | 02     |
| MA-KES                    | El Kelâa des Sraghna      | provincia                   | 07     |
| MA-KEN                    | Kénitra                   | provincia                   | 04     |
| MA-KHE                    | Khémisset                 | provincia                   | 04     |
| MA-KHN                    | Khénifra                  | provincia                   | 05     |
| MA-KHO                    | Khouribga                 | provincia                   | 05     |
| MA-LAA                    | Laâyoune (EH)             | provincia                   | 11     |
| MA-LAR                    | Larache                   | provincia                   | 01     |
| MA-MAR                    | Marrakech                 | prefectura                  | 07     |
| MA-MDF Rincon-Castillejos | prefectura                | 01                          |        |
| MA-MED                    | Médiouna                  | provincia                   | 06     |
| MA-MEK                    | Mequinez                  | prefectura                  | 03     |
| MA-MID                    | Midelt                    | provincia                   | 08     |
| MA-MOH                    | Mohammadia                | prefectura                  | 06     |
| MA-MOU                    | Moulay Yacoub             | provincia                   | 03     |
| MA-NAD                    | Nador                     | provincia                   | 02     |
| MA-NOU                    | Nouaceur                  | provincia                   | 04     |
| MA-OUA                    | Uarzazat                  | provincia                   | 08     |
| MA-OUD                    | Oued Ed-Dahab (EH)        | provincia                   | 12     |
| MA-OUZ                    | Ouezzane                  | provincia                   | 01     |
| MA-OUJ                    | Oujda-Angad               | prefectura                  | 02     |
| MA-RAB                    | Rabat                     | prefectura                  | 04     |
| MA-REH                    | Rehamna                   | provincia                   | 07     |
| MA-SAF                    | Safi                      | provincia                   | 07     |
| MA-SAL                    | Salé                      | prefectura                  | 04     |
| MA-SEF                    | Sefrou                    | provincia                   | 03     |
| MA-SET                    | Settat                    | provincia                   | 06     |
| MA-SIB                    | Sidi Bennour              | provincia                   | 06     |
| MA-SIF                    | Sidi Ifni                 | provincia                   | 10     |
| MA-SIK                    | Sidi Kacem                | provincia                   | 04     |
| MA-SIL                    | Sidi Slimane              | provincia                   | 04     |
| MA-SKH                    | Skhirate-Témara           | prefectura                  | 04     |
| MA-TNT                    | Tan-Tan (EH-partial)      | provincia                   | 10     |
| MA-TNG                    | Tánger-Arcila             | prefectura                  | 01     |
| MA-TAO                    | Taounate                  | provincia                   | 03     |
| MA-TAI                    | Taurirt                   | provincia                   | 02     |
| MA-TAF                    | Tarfaya (EH-partial)      | provincia                   | 11     |
| MA-TAR                    | Taroudannt                | provincia                   | 09     |
| MA-TAT                    | Tata                      | provincia                   | 09     |
| MA-TAZ                    | Taza                      | provincia                   | 03     |
| MA-TET                    | Tétouan                   | provincia                   | 01     |
| MA-TIN                    | Tinghir                   | provincia                   | 08     |
| MA-TIZ                    | Tiznit                    | provincia                   | 09     |
| MA-YUS                    | Youssoufia                | provincia                   | 07     |
| MA-ZAG                    | Zagora                    | provincia                   | 08     |

## Subdivisiones situadas en el Sahara Occidental
Las siguientes regiones, provincias y prefecturas se encuentran en el disputado territorio del Sahara Occidental:
| Código | Nombre de la subdivisión (ar) | Pertenencia al Sahara Occidental |
| ------ | ----------------------------- | -------------------------------- |
| MA-12  | Dakhla-Oued Ed-Dahab          | Total                            |
| MA-AOU | Aousserd                      | Total                            |
| MA-OUD | Oued Ed-Dahab                 | Total                            |
| MA-10  | Guelmim-Oued Noun             | Parcial                          |
| MA-ASZ | Assa-Zag                      | Parcial                          |
| MA-TNT | Tan-Tan                       | Parcial                          |
| MA-11  | Laâyoune-Sakia El Hamra       | Parcial                          |
| MA-BOD | Boujdour                      | Total                            |
| MA-ESM | Provincia de Esmara           | Parcial                          |
| MA-LAA | Laâyoune                      | Total                            |
| MA-TAF | Tarfaya                       | Parcial                          |

## Cambios
Los siguientes cambios de entradas han sido anunciados en los boletines de noticias emitidos por el ISO 3166/MA desde la primera publicación del ISO 3166-2 en 1998, cesando esta actividad informativa en 2013.
| Fuente                          | Fecha de emisión                     | Descripción del cambio | Cambio de código o subdivisión |
| Boletín I-2                     | 2002-05-21                           | Nuevo esquema de subdivisión según las regiones económicas. Lista original actualizada. Se añade una referencia al código original. Corrección de un código y ortografía de dos nombres | Esquema de subdivisión: 7 regiones económica (véase abajo) → 16 regiones económicas (llamadas ahora regiones) Cambios de códigos: Jerada: MA-IRA → MA-JRA |
| Boletín I-6                     | 2004-03-08                           | Cambio de ortografía para Laâyoune | |
| Boletín II-1                    | 2010-02-03 (corregido el 2010-02-19) | Se añade el prefijo del código nacional como primer elemento del código, y también los nombres en los idiomas oficiales | Subdivisiones añadidas: MA-AOU Aousserd MA-FAH Fahs-Anjra MA-MED Médiouna MA-MMD Marrakech-Medina MA-MMN Marrakech-Menara MA-MOH Mohammadia MA-MOU Moulay Yacoub MA-NOU Nouaceur MA-RAB Rabat MA-SAL Salé MA-SKH Skhirate-Témara MA-SYB Sidi Youssef Ben Ali MA-TAI Taourirt MA-ZAG Zagora Subdivisiones borradas: MA-MAR Marrakech MA-RBA Rabat-Salé Cambios de códigos: MA-BAH Aït Baha → MA-CHT Chtouka-Ait Baha MA-MEL Aït Melloul → MA-INE Inezgane-Ait Melloul |
| Catálogo en línea de la ISO: MA | 2014-11-03                           | Cambia la ortografía del MA-14; se actualiza la lista original | |
| Catálogo en línea de la ISO: MA | 2018-04-20                           | Modificación de observaciones parte 2; se borran las regiones de MA-01 a MA-16; se añaden las nuevas regiones, de MA-01 a MA-12; cambia la ortografía de MA-AGD, MA-BES, MA-ESM, MA-FAH, MA-FES, MA-JRA, MA-KES, MA-OUD; cambia el nombre de categoría: de prefectura a provincia para MA-AOU, MA-FAH, MA-TET; se añaden las prefecturas MA-MAR, MA-MDF; se borran las prefecturas, MA-MMD, MA-MMN, MA-SYB; se añaden las provincias MA-BRR, MA-DRI, MA-FQH, MA-GUF, MA-MID, MA-OUZ, MA-REH, MA-SIF, MA-SIL, MA-SIB, MA-TAF, MA-TIN, MA-YUS; cambian de subdivisión principal MA-AGD, MA-AOU, MA-FES, MA-INE, MA-MEK, MA-MOH, MA-OUJ, MA-RAB, MA-SAL, MA-SKH, MA-ASZ, MA-AZI, MA-BEM, MA-BER, MA-BES, MA-BOD, MA-BOM, MA-CHI, MA-CHT, MA-ERR, MA-ESI, MA-ESM, MA-FIG, MA-GUE, MA-HAJ, MA-HAO, MA-HOC, MA-IFR, MA-JDI, MA-JRA, MA-KEN, MA-KES, MA-KHE, MA-KHN, MA-KHO, MA-LAA, MA-MED, MA-MOU, MA-NAD, MA-NOU, MA-OUA, MA-OUD, MA-SAF, MA-SEF, MA-SET, MA-SIK, MA-TAI, MA-TAR, MA-TAT, MA-TIZ, MA-TNT, MA-ZAG; Se añaden: (EH) a MA-LAA y (EH-parcialmente) a MA-ASZ, MA-TNT; Se actualiza el origen de la lista | Subdivisiones borradas: MA-01 - MA-16 MA-MDF MA-MMD MA-MMN MA-SYB Subdivisiones añadidas: MA-01 - MA-12 MA-BRR MA-DRI MA-FQH MA-GUF MA-MAR MA-MID MA-OUZ MA-REH MA-SIB MA-SIF MA-SIL MA-TAF MA-TIN MA-YUS Cambios de categoría: MA-AOU prefectura → provincia MA-FAH prefectura → provincia MA-TET prefectura → provincia Cambios principales: MA-AGD MA-13 → MA-09 MA-AOU MA-16 → MA-12 MA-ASZ MA-14 → MA-10 MA-AZI MA-12 → MA-05 MA-BEM MA-12 → MA-05 MA-BER MA-04 → MA-02 MA-BES MA-09 → MA-06 MA-BOD MA-15 → MA-11 MA-BOM MA-05 → MA-03 MA-CHI MA-11 → MA-07 MA-CHT MA-13 → MA-06 MA-ERR MA-06 → MA-08 MA-ESI MA-11 → MA-07 MA-ESM MA-14 → MA-11 MA-FES MA-05 → MA-03 MA-FIG MA-04 → MA-02 MA-GUE MA-14 → MA-10 MA-HAJ MA-06 → MA-03 MA-HAO MA-11 → MA-07 MA-HOC MA-03 → MA-01 MA-IFR MA-06 → MA-03 MA-INE MA-13 → MA-09 MA-JDI MA-10 → MA-06 MA-JRA MA-04 → MA-02 MA-KEN MA-02 → MA-04 MA-KES MA-11 → MA-07 MA-KHE MA-07 → MA-04 MA-KHN MA-06 → MA-05 MA-KHO MA-09 → MA-05 MA-LAA MA-15 → MA-11 MA-MED MA-08 → MA-06 MA-MEK MA-06 → MA-03 MA-MOH MA-08 → MA-06 MA-MOU MA-05 → MA-03 MA-NAD MA-04 → MA-02 MA-NOU MA-08 → MA-04 MA-OUA MA-13 → MA-08 MA-OUD MA-16 → MA-12 MA-OUJ MA-04 → MA-02 MA-RAB MA-07 → MA-04 MA-SAF MA-10 → MA-07 MA-SAL MA-07 → MA-04 MA-SEF MA-05 → MA-03 MA-SET MA-09 → MA-08 MA-SIK MA-02 → MA-06 MA-SKH MA-07 → MA-04 MA-TAI MA-04 → MA-02 MA-TAR MA-13 → MA-09 MA-TAT MA-14 → MA-09 MA-TIZ MA-13 → MA-09 MA-TNT MA-14 → MA-10 MA-ZAG MA-13 → MA-08 |
| Catálogo en línea de la ISO: MA | 2018-11-26                           | Cambia la ortografía de MA-05; cambia de (EH) a (EH-parcial) para MA-ESM; Corrección de la etiqueta del sistema de romanización | Cambio ortográfico: MA-05 Béni-Mellal-Khénifra → Béni Mellal-Khénifra Cambio de ubicación: MA-ESM Es-Semara (EH) → Es-Semara (EH-parcial) |
| Catálogo en línea de la ISO: MA | 2019-04-09                           | Corrección de la subdivisión principal de MA-CAS, MA-SET, MA-SIK; corrección tipográfica de MA-03 | Cambios principales: MA-CAS MA-08 → MA-06 MA-SET MA-08 → MA-06 MA-SIK MA-06 → MA-04 Cambio ortográfico: MA-03 Fès- Meknès → Fès-Meknès |
| Catálogo en línea de la ISO: MA | 2020-11-24                           | Cambio ortográfico de MA-KHE, MA-KHN, MA-TAR; supresión de un asterisco de la variante local de MA-CAS; Lista original actualizada | Cambio ortográfico: MA-KHE Khemisset → Khémisset MA-KHN Khenifra → Khénifra MA-TAR Taroudant → Taroudannt |

### Códigos antes de Boletín I-2
| Código anterior | Nombre de la Subdivisión | Wilayas y provincias en región económica                             |
| MA-CE           | Centre                   | AZI, BEM, BES, BOM, CAS, JDI, KHO, SET                               |
| MA-CN           | Centre-Nord              | HOC, FES, SEF, TAO, TAZ                                              |
| MA-CS           | Centre-Sud               | HAJ, ERR, IFR, KHN, MEK                                              |
| MA-ES           | Est                      | BER, FIG, JRA, NAD, OUJ                                              |
| MA-NO           | Nord-Ouest               | CHE, KEN, KHE, LAR, RBA, SIK, TNG, TET                               |
| MA-SU           | Sud                      | AGD, BAH, MEL, ASZ, BOD, ESM, GUE, LAA, OUA, OUD, TNT, TAR, TAT, TIZ |
| MA-TS           | Tensift                  | HAO, CHI, ESI, KES, MAR, SAF                                         |